# Флоренс Баском
Флоренс Баском (Вилијамстаун, 14. јул 1862 — Вилијамстаун, 18. јун 1945) је била међу првим америчким женама геолозима и педагозима. Баскомова је постала изузетак у 19. веку када је стекла две дипломе. Стекла је диплому уметности 1882. и диплому наука 1884. на Универзитету Висконсин. Убрзо након тога, 1887. године, Баскомова је магистрирала геологију на Универзитету у Висконсину. Била је друга жена која је докторирала геологију у Сједињеним Државама 1893. Докторирала је на Универзитету Џонс Хопкинс, што ју је учинило првом женом која је стекла диплому на тој институцији. Након што је стекла докторат из геологије, 1896. године Баскомова је постала прва жена која је радила за Геолошки институт Сједињених Држава, као и једна од првих жена која је стекла звање магистра геологије. Била је позната по својим иновативним открићима у овој области и предводила је следећу генерацију жена геолога. Геолози сматрају да је Баском "прва жена геолог у Америци".

## Младост
Флоренс Баском је рођена у Вилијамстауну у Масачусетсу 14. јула 1862. Најмлађе од петоро деце, Флоренс је потицала из породице која је, за разлику од већине у то време, подстицала улазак жена у друштво. Њен отац, Џон Баском, био је професор на Вилијамс колеџу, а касније председник Универзитета Висконсин. Он је био покретачки фактор њене каријере и њен први контакт у области геологије. Њена мајка, Ема Кертис Баском, била је активисткиња за женска права укључена у покрет за право гласа жена. Њени родитељи су били непоколебљиви поборници женских права и подстицали су жене да стекну факултетско образовање.
Њен отац је постао председник Универзитета у Висконсину 1874. Годину дана касније, 1875. године, универзитет је почео да прима жене и Баском Хил, у оквиру кампуса Медисон, добио је име по породици и њиховом наслеђу.
Флоренс Баском је имала веома близак однос са својим оцем и он је играо веома утицајну улогу у њеном животу. Њен отац се борио са менталном болешћу и често би своју децу водио у планине. Ова истраживања и различити научни инструменти које су имали у свом домаћинству подстакли су је да се заинтересује за науке. Флоренс је са 16 година дипломирала у средњој школи Медисон са високим оценама.

## Образовање
Флоренс Баском је дипломирала на Универзитету Висконсин са две дипломе. Прва диплома је била из уметности која је стечена 1882. године, а друга је била диплома наука 1884. године. Баскомова је такође магистрирала геологију 1887. године на истом универзитету и ту је открила своје интересовање за геологију, али посебно за тада веома непознату област - петрографију. Након што је завршила мастер, Флоренс Баском се уписала на Универзитет Џонс Хопкинс када је женама омогућио да похађају постдипломске студије и тамо наставила студије петрографије. Њена теза била је на тему „Допринос геологији Јужне планине, Пенсилванија“. Године 1893, Флоренс је дипломирала на Џон Хопкинсу са докторатом, чиме је постала прва жена која је дипломирала на универзитету са том дипломом и друга жена у Сједињеним Државама која је стекла докторат из геологије.
Док је похађала Универзитет у Висконсину, Баскомова је била члан Капа Капа Гама групе и била је једна од првих чланица која се придружила свим женским братствима између 1867. и 1902.

## Каријера
Након што је докторирала, Баскомова је наредне две године провела као инструктор и ванредни професор на Државном универзитету Охајо предајући геологију. Затим је отишла на Брин Маур колеџ и основала одељење за геологију 1895. године, што је довело до тога да колеџ постане један од најбољих одељења у земљи. Баскомова је постављена за помоћника у Геолошком заводу САД, а касније јој је додељен тај део Пијемонта који се налази у Мериленду, Пенсилванији и делу Њу Џерсија. Године 1899. наставила је да предаје петрографију, а 1906. године постала је редовни професор и имала сарадника. Провела је многа лета мапирајући шкриљце и гнајсове тог подручја и проучавала танке делове стена и током лета и зими. Ова област рада је била веома сложена, али су њен рад и пажљива испитивања пружили много појашњења. Током своје тридесет три године каријере, Баскомова је наставила да ради на Брин Маур колеџу и пензионисала се када је колеџ управо проширио своју научну зграду. До 1924. године, постала је саветник Геолошког друштва Америке, а 1930. је именована за потпредседника тог друштва, чиме је постала једина жена која је икада била на тим функцијама. Њена каријера се састојала од тога да је била уредница Америчког геолога, чланица Националне академије наука, Националног истраживачког савета, као и Геофизичке уније и многих других научних друштава. Флоренс Баском је такође написала много кратких радова, од којих су неки били из области геоморфологије. Баскомова је такође предавала на Хемптон институту црнаца и америчких Индијанаца, данас преименованом у Универзитет Хемптон (1884–1885), Рокфорд колеџу (1887–1889) и Државном универзитету Охајо (1903–1895).

## Рад
Флоренс Баском је допринела посебном типу идентификације за киселе вулканске стене. Њен чланак, „Структуре, порекло и номенклатура киселих вулканских стена Јужне планине“, почиње идентификацијом различитих стенских структура које је формирао вулкан. Баскомова тврди да су се стенске формације Јужне планине промениле током времена, при чему су неке стене првобитно показивале знаке да су риолитне, али да су сада холокристалне стене. Ове стене пркосе номенклатури која се користи за идентификацију стена коју су измислили немачки и енглески научници, па је створила префиксе за додавање овим већ постојећим именима, да идентификује киселе промене у стенама. Префикси које је смислила су мета-, епи- и апо-.
Баскомова је представила други значајан нови закључак у вези са циклусима ерозије унутар Пенсилваније; ранија научна сазнања су била да је провинција Пијемонт у Пенсилванији направљена од два до три циклуса ерозије, док је она открила да је постојало најмање девет циклуса. Баскомова је ово открила тако што је саставила стратиграфски запис атлантских наслага у провинцији, наводећи дубину, неусаглашености и различите величине зрна (попут песка, глине или шљунка). Циклуси су се дешавали током дугог временског периода, са шест циклуса у периоду после креде и три у периоду креде. Овај закључак је научницима дао нове идеје о циклусима ерозије у вези са њиховом стопом појављивања и како да дефинишу циклус. Године 1896, Баскомова је радила као асистент у Геолошком институту Сједињених Држава. Њена улога у тиму је била да проучава кристалне шкриљце дуж источне Пенсилваније и Мериленда, као и дела северозападног Делавера. Док је радила као предавач, Баскомова је истовремено радила на геолошком истраживању и њен рад је довео до мноштва свеобухватних извештаја о геолошким слојевима.
Баскомова је провела годину дана учећи и истражујући напредну кристалографију у лабораторији Виктора Голдшмита у Хајделбергу пре него што се вратила предавањима јер није желела да троши време на „претерано специјализовано истраживање“, које неће моћи да предаје својим студентима на понуђеним курсевима.
Њена специјализација у петрографији се фокусирала на сложене слојеве стена и планина. Формације које су се тамо десиле раније су се сматрале седиментима, међутим пажљивије проучавање под микроскопом показало је да су то измењене вулканске стене, а не седименти које је Баскомова тада назвала "апориолити" са префиксом "апо-".
На Брин Маур колеџу, геологија се сматрала додатном у поређењу са другим природним наукама. Њен радни простор се састојао од складишног простора у згради изграђеној искључиво за хемију и биологију. Током двогодишњег периода, Баскомова је успела да развије значајну колекцију минерала, фосила и стена. Основала је одељење за геологију Брин Маур 1895. и наставила да подучава и обучава генерацију младих жена на овом одсеку. У првој трећини 20. века, њен постдипломски програм се сматрао једним од најригорознијих у земљи, са јаким фокусом на лабораторијски и теренски рад. Био је познат по томе што је обучавао већину америчких геолога. Њени ученици нису само дипломирали, често су били успешни у важним геолошким каријерама. Поред тога, током Другог светског рата неки од њених ученика су били укључени у поверљиви рад за војну геолошку јединицу у Геолошком заводу САД. Баскомова је била позната по томе да поставља високе стандарде за своје ученике, као и за себе. Иако је била изузетно чврста, њени ученици су били захвални на квалитету образовања које им је пружила. Године 1928. Баскомова се пензионисала, али је наставила да ради у Геолошком заводу Сједињених Држава до 1936.

## Значајни ментори
Њен отац, Џон Баском, одиграо је кључну улогу у томе да Флоренс Баском постане геолог, почевши од времена када је Флоренс имала 12 година. Њен отац је преселио породицу из њиховог родног града да би прихватио позицију председника Универзитета Висконсин, универзитета на којем је Баскомова започела своје образовање. Поред утицаја свог оца, њена мајка, Ема Кертис Баском, била је утицајна чланица покрета суфражеткиња у 19. веку.
Баскомова је учила код стручњака за метаморфизам и кристалографију. На њен избор студија снажно су утицали Роланд Дуер Ирвинг, професор на Универзитету у Висконсину, и Чарлс Р. Ван Хисе, који је био Ирвингов асистент. У годинама када је она радила са њима, 1884–1887, Геолошки завод у Вашингтону је успоставио одељење глацијалне геологије, мотивишући је да уђе у поље петрографије и структурне геологије. То је довело Баскомову до открића "апориолита".
Џорџ Хантингтон Вилијамс (1856–1894): Баскомова је упознала Џорџа Хантингтона Вилијамса преко свог раног ментора Ирвинга, а касније је радила са Вилијамсом на теренским истраживањима док је била на Универзитету Џонс Хопкинс. Баскомова је започела студије на Хопкинсу и речено јој је да постоји шанса да неће добити диплому јер је жена. Вилијамс ју је подржао и касније је докторирала.
Едвард Френсис Бакстер Ортон (1829–1899): Баскомова је радила са Едвардом Френсисом Бакстером Ортоном док је била на Државном универзитету у Охају.
Виктор Мордехај Голдшмит (1853–1933): Баскомова је студирала кристалографију код Виктора Мордехаја Голдшмита док је била у Немачкој 1906–1907.

## Наслеђе
Флоренс Баском оставила је наслеђе делом због својих значајних научних открића, али делимично и због наслеђа обуке жена геолога. Баскомова је основала одсек за геологију на колеџу Брин Маур и подстакла друге жене да уђу у област геологије. Баскомова је обучавала и менторирала Луиз Кингсли, Кетрин Фаулер-Билингс, петролога Ану Џонас Стосе, петролога Елеанору Блис Кноф, кристалографа Мери Портер, палеонтолога Џулију Гарднер, геолога нафте Марију Стадниченко, глацијалног геоморфолога Иду Огилвил,  и Ану Хеитонен.
Њени студенти су постали успешни научници, а неки су представљени у часопису American Men and Women of Science.

## Смрт
Баскомова је 18. јуна 1945. умрла од можданог удара (церебралног крварења) у 82. години. Сахрањена је на гробљу Вилијамс колеџа у Вилијамстауну, близу чланова породице.

## Имена у част Флоренс Баском
- Баском кратер на Венери
- 6084 Баском, астероид откривен 1985.[20]
- Глацијално језеро Баском, праисторијско, постглацијално језеро које се налази у садашњем северном округу Беркшир у Масачусетсу
- Геолошки центар Флоренс Баском Геолошког завода САД који се налази у Рестону у Вирџинији
- Награда Геолошког друштва Америке Флоренс Баском за геолошко мапирање
- Баском додипломске наставне лабораторије у Хоумвуд кампусу Универзитета Џонс Хопкинс[21]

## Публикације
Флоренс Баском је објавила преко 40 чланака о генетској петрографији, геоморфологији (посебно о пореклу површинских наслага), и шљунку. Њен извештај о њеној младости у Медисону може се наћи у Wisconsin Magazine of History под насловом „Универзитет 1874–1887“, март 1925.
- „Потпис Џона Бескома“ The Wisconsin Magazine of History, јун 1925. [24]
- „Геологија кристалних стена округа Сесил“ Геолошки завод Мериленд (1902)
- "Древне вулканске стене Јужне планине, Пенсилванија" Билтен Геолошког завода Пенсилваније бр. 136 (1896)
- „Водни ресурси округа Филаделфија“ Геолошки извештај о водоснабдевању САД бр. 106 (1904)
- „Геологија и минерални ресурси округа Квекертаун-Дојлстаун, Пенсилванија и Њу Џерси“ Едгар Теодор Вери и Џорџ Вилис Стоуз. Билтен Геолошког завода САД бр. 828 (1931)
- „Елктон-Вилмингтон фолио, Мериленд-Делавер-Њу Џерси-Пенсилванија” са Б.Л. Милером. Геолошки атлас Сједињених Држава; Фолио бр. 211 (1920)
- Амерички минералог, том 31, 1946
- Bryn Mawr Alumnae Bulletin, новембар 1945; пролеће, 1965
- Science, септембар 1945
- University of Wisconsin Department of Geology and Geophysics Alumni Newsletter, 1991
- Арнолд, Луис Барбер, Четири живота у науци, Schocken Books, 1984.
- Смит, Изабел Ф., Камена дама: Мемоари Флоренс Баском, Брин Маур колеџ, 1981.[25]